# 屈里斯欧蒙多尔
屈里斯欧蒙多尔（法語：Curis-au-Mont-d'Or，法語發音：[kyʁis o mɔ̃ dɔʁ]，意为“在奥尔山的屈里斯”）是法国里昂大都会的一个市镇，属于里昂区。

## 地理
屈里斯欧蒙多尔（45°52'13"N, 4°49'16"E）面积3.03 平方千米，位于法国奥弗涅-罗讷-阿尔卑斯大区里昂大都会，后者为法国的一个特殊地位集体，自2015年脱离罗讷省成立，位于法国中东部，中心城市为里昂。
与屈里斯欧蒙多尔接壤的市镇（或旧市镇、城区）包括：波莱米约欧蒙多尔、圣日耳曼欧蒙多尔、索恩河畔阿尔比尼、库宗欧蒙多尔、索恩河畔讷维尔。
屈里斯欧蒙多尔的时区为UTC+01:00、UTC+02:00（夏令时）。

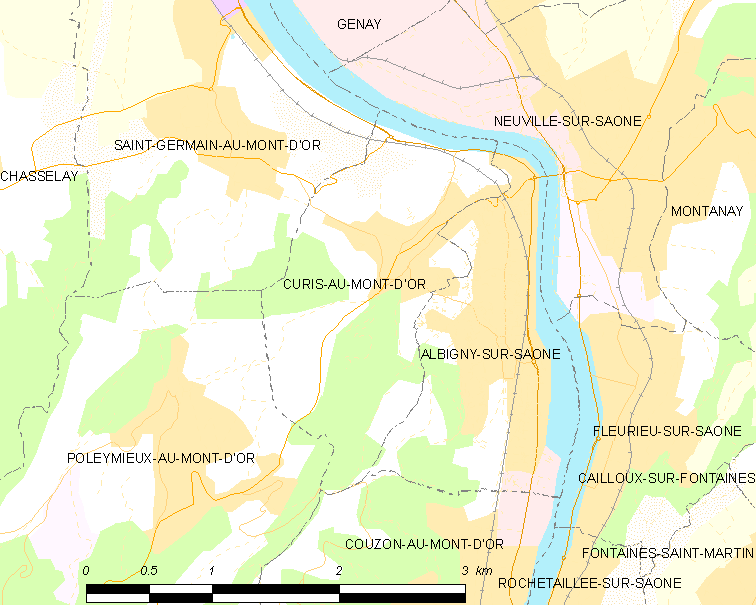
屈里斯欧蒙多尔的OSM定位图

## 行政
屈里斯欧蒙多尔的邮政编码为69250，INSEE市镇编码为69071。

## 政治
屈里斯欧蒙多尔的现任市长为皮埃尔·古韦内尔（Pierre Gouverneyre）先生，任期为2020-2026年。

## 人口

1962-2008年间屈里斯欧蒙多尔人口变化图示

屈里斯欧蒙多尔于2022年1月1日时的人口数量为1186人。